# Kirke Hvalsø
Kirke Hvalsø o simplemente Hvalsø es una localidad danesa en el centro de Selandia. Con 3.988 habitantes en 2013, es la localidad más poblada del municipio de Lejre, además de ser la capital del mismo.
El nombre de la localidad se conoce en fuentes escritas desde 1253, cuando aparece con la forma antigua Hwelpsyø. Deriva del nombre del pequeño estanque localizado al oeste de la iglesia, que significa "lago del cachorro", y procede de las raíces hwælp: "cachorro de lobo, perro o foca", y syø: "lago".
Desde 1874 Kirke Hvalsø tiene una estación de ferrocarril en la línea Nordvestbanen, que corre entre Kalundborg y Roskilde. Entre 1925 y 1936 su estación también formó parte de la línea Midtbanen, entre Næstved y Frederikssund.
Entre 1970 y 2006 Kirke Hvalsø fue la capital del municipio de Hvalsø. En 2007 éste se fusionó con Bramsnæs y Lejre para formar el nuevo municipio de Lejre, del que Kirke Hvalsø fue la nueva capital.